# 4-Hidroksibenzoat-KoA ligaza
4-Hidroksibenzoat-KoA ligaza (EC 6.2.1.27, 4-hidroksibenzoat-KoA sintetaza, 4-hidroksibenzoat—koenzim A ligaza (formira AMP), 4-hidroksibenzoil koenzim A sintetaza, 4-hidroksibenzoil-KoA ligaza) je enzim sa sistematskim imenom 4-hidroksibenzoat:KoA ligaza (formira AMP). Ovaj enzim katalizuje sledeću hemijsku reakciju
ATP + 4-hidroksibenzoat + KoA {\displaystyle \rightleftharpoons } AMP + difosfat + 4-hidroksibenzoil-KoA

## Literatura
- Nicholas C. Price; Lewis Stevens (1999). Fundamentals of Enzymology: The Cell and Molecular Biology of Catalytic Proteins (Third изд.). USA: Oxford University Press. ISBN 019850229X.
- Eric J. Toone (2006). Advances in Enzymology and Related Areas of Molecular Biology, Protein Evolution (Volume 75 изд.). Wiley-Interscience. ISBN 0471205036.
- Branden C; Tooze J. Introduction to Protein Structure. New York, NY: Garland Publishing. ISBN 0-8153-2305-0.
- Irwin H. Segel. Enzyme Kinetics: Behavior and Analysis of Rapid Equilibrium and Steady-State Enzyme Systems (Book 44 изд.). Wiley Classics Library. ISBN 0471303097.

## Spoljašnje veze
- 4-hydroxybenzoate-CoA+ligase на 